# Щецинський швидкісний трамвай

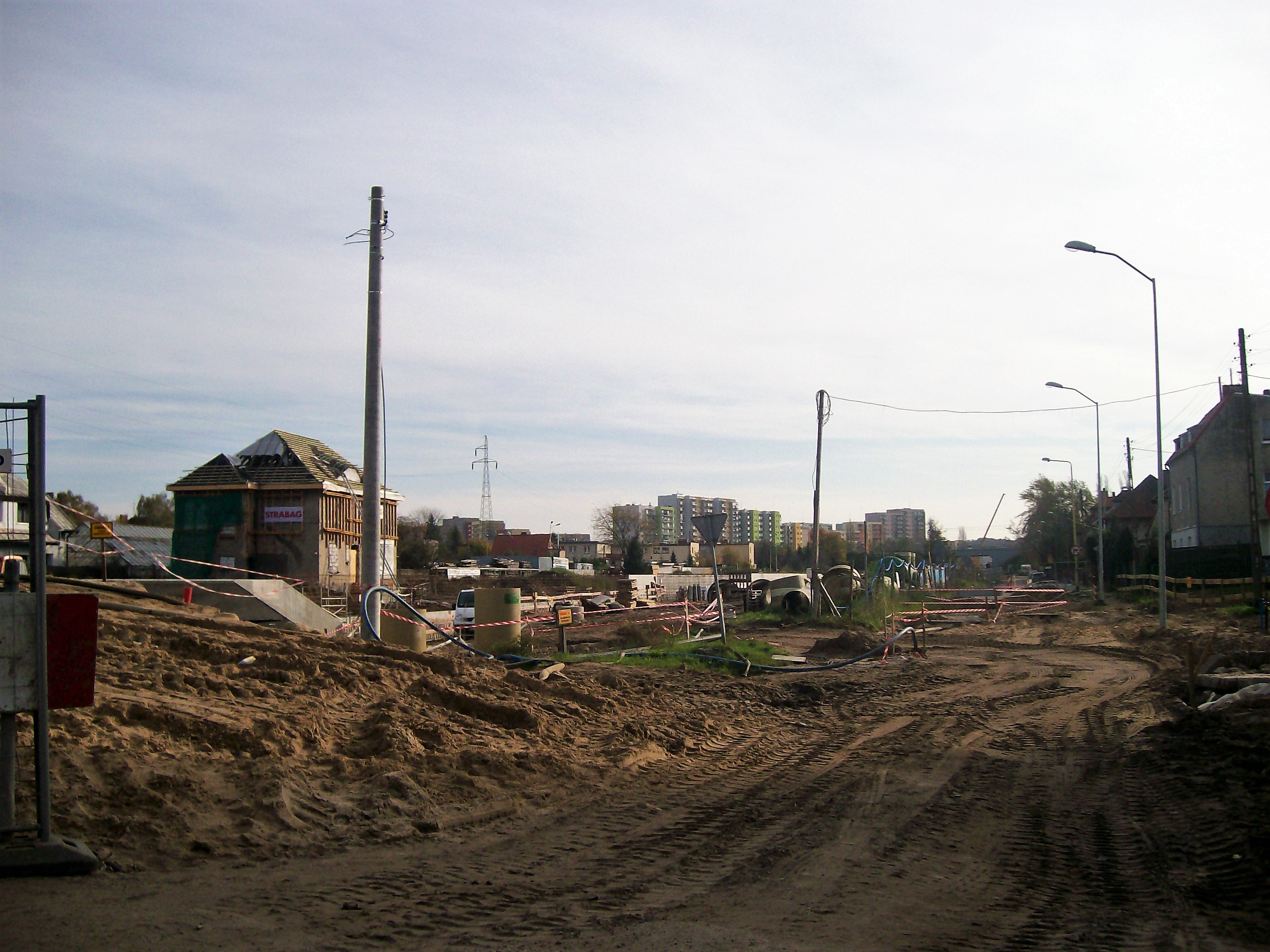
Будівельні роботи на станції «Ясьмінова ЗУС», 2014

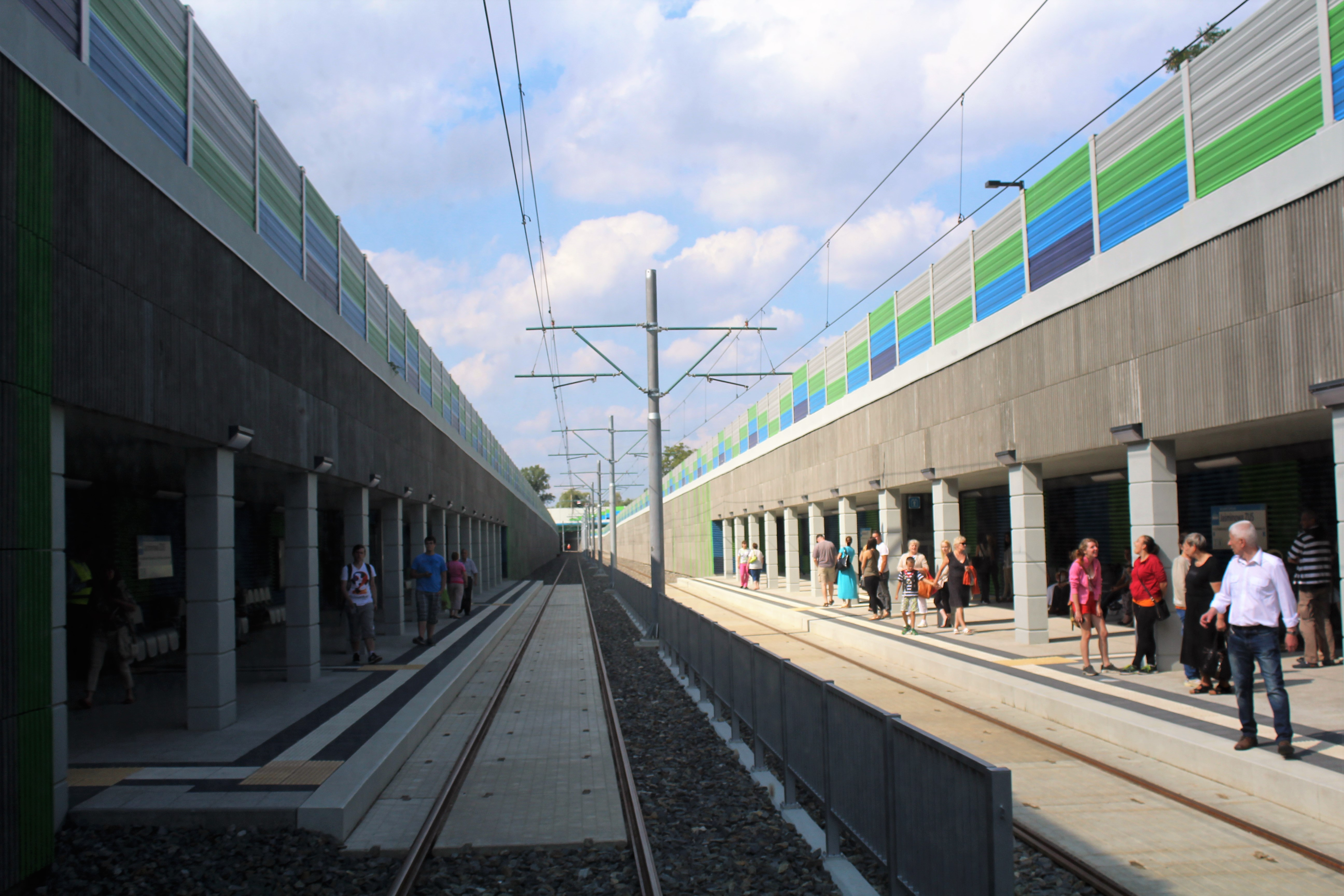
Станція «Ясьмінова ЗУС», 2015

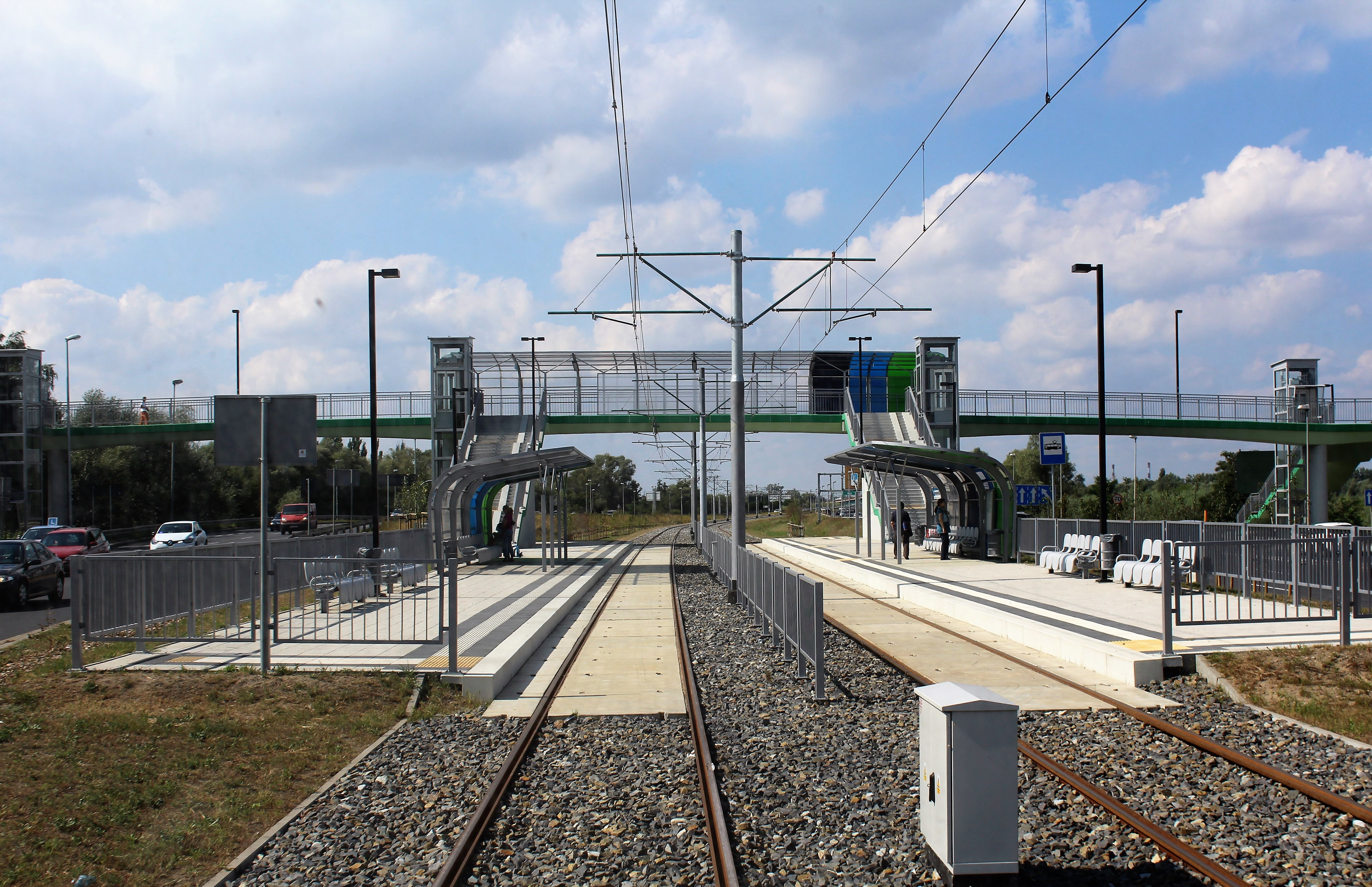
Станція «Хангарова», 2015

Щецинський шви́дкісний трамва́й (пол. Szczeciński Szybki Tramwaj, SST) — швидкісна гібридна легкорейкова транспортна система в Щецину Західнопоморського воєводства Польщі. Має одну лінію довжиною 4 км, якою прокладено три маршрути. Лінія сполучає автобусне розворотне кільце Басен Ґурнічи і мікрорайон Здроє (правий берег Одрі). Налічує 4 станцій. Експлуатується підприємством  Tramwaje Szczecińskie.

## Історія
Проєкт будівництва було розроблено в 1976 році. Будівництво почалося в 2013 році. У будівництві були задіяні організації Szybki tramwaj і STRABAG. Відкриття першої черги зі станціями «Басен Ґурнічи», «Хангарова», «Ясьмінова ЗУС» й «Туркусова» відбулося 29 серпня 2015 року.

## Інфраструктура

### Станції
| Назва станції | Дата відкриття | Тип                                          |
| ------------- | -------------- | -------------------------------------------- |
| Туркусова     | 2015           | наземна, відкрита, на розворотному кільці    |
| Ясьмінова ЗУС | 2015           | підземна, відкрита, з береговими платформами |
| Хангарова     | 2015           | наземна, відкрита, з береговими платформами  |
| Басен Ґурнічи | 2015           | наземна, відкрита, на розворотному кільці    |

### Електрогосподарство
Електрогосподарство швидкісного трамваю є типовим для трамвайних систем:
- номінальна напруга живлення рухомого складу складає 600 В.
- верхня повітряна контактна мережа
- тягові підстанції міського електротранспорту

## Маршрути
|  | Маршрут                                                    | Довжина | Розклад                                         |
|  | ---------------------------------------------------------- | ------- | ----------------------------------------------- |
|  | Двожец Нєбушево ↔ Туркусова Dworzec Niebuszewo ↔ Turkusowa | 11,5 км | 2 [Архівовано 19 липня 2018 у Wayback Machine.] |
|  | Кжеково ↔ Туркусова Krzekowo ↔ Turkusowa                   | 14,1 км | 7 [Архівовано 18 липня 2018 у Wayback Machine.] |
|  | Ґумєньце ↔ Туркусова Gumieńce ↔ Turkusowa                  | 13 км   | 8 [Архівовано 18 липня 2018 у Wayback Machine.] |